# Al-Risalah al-Dhahabiah

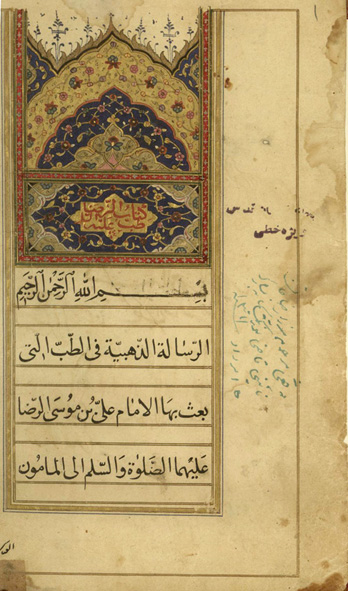
Al-Risalah al-Dhahabiah

Al-Risalah al-Dhahabiah (arabe : الرسالة الذهبیة « Le Traité d'or ») est une thèse de médecine sur la santé et les remèdes attribué à Ali ar-Rida (765-818), le huitième imam chiite. Il a écrit cette thèse à la demande de Al-Ma’mūn, le calife de l'époque,. Il est vénéré comme la littérature islamique la plus précieuse dans la science de la médecine, et a été intitulé "le traité d'or» comme Ma'mûn avait ordonné à l'encre d'or. La chaîne de narrateurs atteint à Muhammad ibn Jumhour ou al-Hassan ibn Muhammad al-Nawfali qui est décrit comme "très estimé et digne de confiance" par al-Najjashi.
Selon le traité, la santé est déterminée par quatre humeurs : le sang, Théorie des humeurs, La mélancolie  et le Glaire, la proportion appropriée de qui maintient la santé. Le foie joue un rôle important dans la production et le maintien des proportions requises dans le corps. Ali ibn Musa al-Rida décrit le corps comme un royaume dont le roi est le cœur et l'(sang) les navires, les membres, et le cerveau sont les ouvriers.

## Fond
Le palais de Ma'mûn était un centre de recherches philosophiques et scientifiques dans lesquelles de nombreux séminaires scientifiques ont été organisées. L'un des séminaires mentionnés était sur le corps de l'homme qui comprenait les plus grands savants et les dirigeants. Certains des participants de ce séminaire médical étaient :
- Ali ibn Musa al-Rida
- Ma'mûn
- Jabril ibn Bukhtishu, le médecin
- Masawaiyh, le médecin
- Salih ibn Salhama, le philosophe indien

Les participants ont été impliqués dans une longue discussion sur la composition du corps et de divers types d'aliments, tandis qu'Ali ibn Musa al-Rida a gardé le silence. Ma'mûn lui a demandé de démontrer ses connaissances sur la physiologie et la nutrition. Imam répondit : 

« J'en ai connaissance de ce que j'ai personnellement testé et suis venu à connaître sa précision par l'expérience et par le passage du temps, en plus de ce qu'on m'a dit par mes ancêtres de ce qu'aucun corps se permettre d'ignorer, ni excusé pour quitter il. Je vais compiler avec une portion égale de ce que tout le monde devrait savoir. »

Ainsi Imam auteur du "Le Traité d'or" à la demande de Ma'mûn.

## Contenu
La thèse de Ali ibn Musa al-Rida commence comme suit : « Au nom d'Allah, le Tout Miséricordieux, le Très Miséricordieux. Sachez, quand Allah tente un serviteur d'une maladie, il nomme pour lui un médicament pour se soigner avec elle, et pour chaque type de maladie, il est une sorte de médicament, la conduite et la prescription. »
Ali ibn Musa al-Rida écrit dans son traité que sa santé est en conformité avec l'équilibre de flegme, la bile jaune, le sang et la bile noire ; une personne devient malade quand cette proportion est déséquilibrée. Nutrition et la médecine traditionnelle peuvent être utilisés pour guérir les déséquilibres. Le foie joue un rôle important dans la production et le maintien des proportions requises dans le corps ..

Ali ibn Musa al-Rida décrit le corps comme un royaume dont le roi est le cœur et les vaisseaux (sanguins), les membres, et le cerveau sont des travailleurs. Il continue ensuite en tant que tel : 

« La maison du roi est son cœur ; le corps est sa terre ; ses mains, ses jambes, les yeux, les lèvres, la langue, et ses oreilles sont les aides; ses commerçants sont le ventre ; et son chambellan est sa poitrine. Par conséquent, les mains sont deux aides qui apportent (les choses) près, prendre (les) distance, et de travailler comme le roi leur révèle. Les jambes sont le véhicule de roi et portent partout où il veut. Les yeux conduisent le roi à celui qui disparaît de lui »

Noms Imam al-Rida les principaux organes du corps humain : 
- le cœur
- les nerfs
- le cerveau
- les mains et les jambes
- l'oreille
- l'œil

Il discute de leurs caractéristiques et fonctions en détail. En ce qui concerne les systèmes et les cellules du corps contenant humains, il dit : 

« Pensez-vous que vous êtes un petit corps, tandis que le plus grand monde s'est plié en vous. »

Dans une autre partie du traité, il discute de ce type d'aliments sont adaptés selon la saison, l'heure de la journée et l'âge d'un individu. Il dit :

« manger froid (aliments) en été, chaud (aliments) en hiver, et modérés (denrées alimentaires) dans les deux saisons en fonction de votre force et de l'appétit; et de commencer avec la nourriture la plus légère sur laquelle votre flux de corps en fonction de votre matériel, votre capacité, votre activité et votre temps dans lequel vous devez avoir de la nourriture toutes les huit heures ou trois repas tous les deux jours ... »

Dans d'autres régions, il discute de la maladie du corps, mois et saisons de l'année

## réception
Ali ibn Musa al-Rida envoyé sa thèse à Ma'mûn et il était très heureux de recevoir cela et expose son intérêt par la commande de l'écrire à l'encre d'or, d'où son nom de «Traité d'or". Ma'mûn loué et dit :

« J'ai examiné la thèse de mon cousin appris, l'être aimé et vertueux, le médecin logique, qui traite de l'amélioration de l'organisme, la conduite des eaux de baignade, l'équilibre de la nutrition, et je l'ai trouvé très bien organisé et l'un des meilleures bénédictions. J'ai étudié soigneusement, revue et contemplais sur elle, jusqu'à sa sagesse se manifeste à moi, et de ses avantages est devenu évident, et il a trouvé sa place dans mon cœur, si je l'ai appris par cœur et j'ai compris par mon esprit, car je trouvé que c'était un élément plus précieux pour écrire, un grand trésor, et un élément plus utile, donc j'ai commandé à être écrit en or en raison de son être précieux, et je l'a déposé auprès du dépositaire de la sagesse après je l'avais copié par les descendants de Hashim, les jeunes de la nation. Corps deviennent sain par une alimentation équilibrée, et la vie devient possible en surmontant la maladie, et par la sagesse de vie est obtenue, et par la sagesse Paradise est gagné, et il est digne d'être sauvegardée et précieux, et un objet de valeur et d'estime et un médecin fiable et un conseiller de se référer à une substance et des connaissances dans ses injonctions et interdictions. »

« Parce qu'il est sorti de la maison de ceux qui tirent leurs connaissances de la connaissance de l'Élu (S), la missive des prophètes, les preuves de successeurs des prophètes, les mœurs des chercheurs, la guérison aux cœurs et la malade parmi les gens de l'ignorance et de la cécité ..., que Dieu soit satisfait d'eux, bénisse et soit miséricordieux envers eux, le premier d'entre eux et le dernier, le jeune et le vieux, je l'ai montré à l'élite parmi mes plus proches le train qui sont connus pour leur sagesse, les connaissances de la médecine auteurs, de livres, de ceux qui sont comptés parmi les gens de science et décrits avec sagesse, et chacun d'eux a salué et pensé beaucoup de bien, élevé avec soi et a apprécié pour être juste à son auteur, de présenter à lui, de croire en la sagesse qu'il y inclus »